# ディグ・ア・ポニー
「ディグ・ア・ポニー」（Dig a Pony）は、ビートルズの楽曲である。1970年に発売された12作目のイギリス盤公式オリジナル・アルバム『レット・イット・ビー』に収録された。レノン＝マッカートニー名義となっているが、ジョン・レノンによって書かれた楽曲。1969年1月30日にロンドンのサヴィル・ロウにあるアップル・コアの屋上で行なわれたコンサートで演奏された楽曲で、アルバムにはこの時の演奏が収録された。

## 曲の構成
「ディグ・ア・ポニー」は、曲のほとんどがAメジャーで書かれており、イントロは4分の3拍子で演奏される。最初のリハーサルでは「All I Want Is You」というタイトルだったが、レノンは「Dig A Pony」と揶揄してタイトルを変更した。作家のデイビッド・ローリーは、このタイトルの変更について「ボブ・ディランの『アイ・ウォント・ユー』に似ていることが気になったのかもしれない」と推測している。本作は、シンプルな願望と複雑かつ無意味に近いヴァースとを対比させる手法が用いられており、オノ・ヨーコへのメッセージが歌われている。1980年の『プレイボーイ』誌のインタビューで、レノンは本作について「ゴミの1つ」と説明している。
歌詞の中には「I roll a stoney / Well, you can imitate everyone you know（ぼくは石を転がす / さあ、知ってる人をみんな真似しよう）」というフレーズがあるが、これはローリング・ストーンズへの揶揄となっている。
アメリカでの発売時、タイトルが「I Dig a Pony」と表記されていた。

## レコーディング
「ディグ・ア・ポニー」は、ルーフトップ・コンサートで演奏された1曲で、アシスタントがレノンの歌詞を掲げて合図していた。本作は、たばこを吸っており、演奏の準備ができていなかったリンゴ・スターが、他のバンドメンバーに「Hold it!（ちょっと待って！）」と叫ぶところから始まる。音源では、スターが叫んだ後に何者かが鼻をかむ音が聞こえるが、マーク・ルイソンはレノンによるものとしている。
1969年1月22日に録音され、1996年に発売された『ザ・ビートルズ・アンソロジー3』に収録された本作の初期のスタジオ・テイクは、マッカートニーが「All I want is...」と歌った後に、最初のヴァースに入る。このフレーズは、フィル・スペクターによって最終バージョンからカットされている。
2003年に発売された『レット・イット・ビー...ネイキッド』に収録されたバージョンでは、ボーカルが前面に出されたミックスになっているほか、最後のマッカートニーの声がカットされている。

## クレジット
※出典
- ジョン・レノン - リードギター、リード・ボーカル
- ポール・マッカートニー - ベース、ハーモニー・ボーカル
- ジョージ・ハリスン - リズムギター
- リンゴ・スター - ドラム
- ビリー・プレストン - オルガン

## カバー・バージョン
- ライバッハ - 1988年に発売されたアルバム『Let It Be』に収録[15]。
- スクリーミング・ヘッドレス・トーソズ（英語版） - 2000年に発売されたアルバム『Live in NYC』に収録[16]。
- クリス・ライトカプ（英語版） - 2003年に発売されたアルバム『Bigmouth』に収録[17]。